# Bananogmius
Bananogmius es un género extinto de peces actinopterigios que vivió en lo que hoy es Kansas durante el Cretácico superior. Vivió en el mar interior occidental, que dividía a América del Norte en dos durante ese período.

## Descripción
Al igual que muchos pletoides, Bananogmius tenía un cuerpo delgado que recordaba al pez ángel moderno, docenas de dientes pequeños y una aleta dorsal extremadamente alta.